# Charles-Augustin Sainte-Beuve
Charles Augustin Sainte-Beuve (Boulogne-sur-Mer, 23 de desembre de 1804 - París, 13 d'octubre de 1869) fou un important crític literari francès i una de les figures més importants en la història literària de França. Tot i que també va escriure poesia i novel·les i va exercir càrrecs de polític, és recordat sobretot per les seves aportacions crítiques i de pensament, i les seves contribucions en publicacions culturals com La Revue Contemporaine. La seva obra més important, Port-Royal, és un estudi sobre la història d'una abadia jansenista que ha exercit una forta influència no solament sobre la història de la religió sinó que ha suposat un model per la seva metodologia crítica i ha esdevingut important en la història de l'estètica. Per no voler ofendre l'opinió eclesiàstica, va atacar fermament Stendhal. Fou nomenat comandant de la Legió d'Honor i elegit membre de l'Acadèmia Francesa el 1844. Les seves idees biografistes sobre l'autor amb relació a la seva obra foren criticades per Marcel Proust en el seu llibre Contra Sainte-Beuve.

## Obres
- Tableau de la poésie française au seizième siècle (1828)
- Vie, poésies et pensées de Joseph Delorme (1829)
- Les Consolations (1830) (poetry)
- Volupté (1835) (novel)
- Port-Royal (1840–1859)
- Les Lundis (1851–1872)
- Causeries du lundi, 15 vols. (1851–1862)
- Nouveaux Lundis (1863–1870)